# Quart ventricle
El quart ventricle és la cavitat del sistema ventricular situat entre el rombencèfal i el cerebel. Es comunica amb el tercer ventricle a través de l'aqüeducte de Silvi, i amb els espais subaracnoidals a través dels forats de Magendie i Luschka. Es continua amb el conducte central de la medul·la espinal.